# Ronald J. Clarke

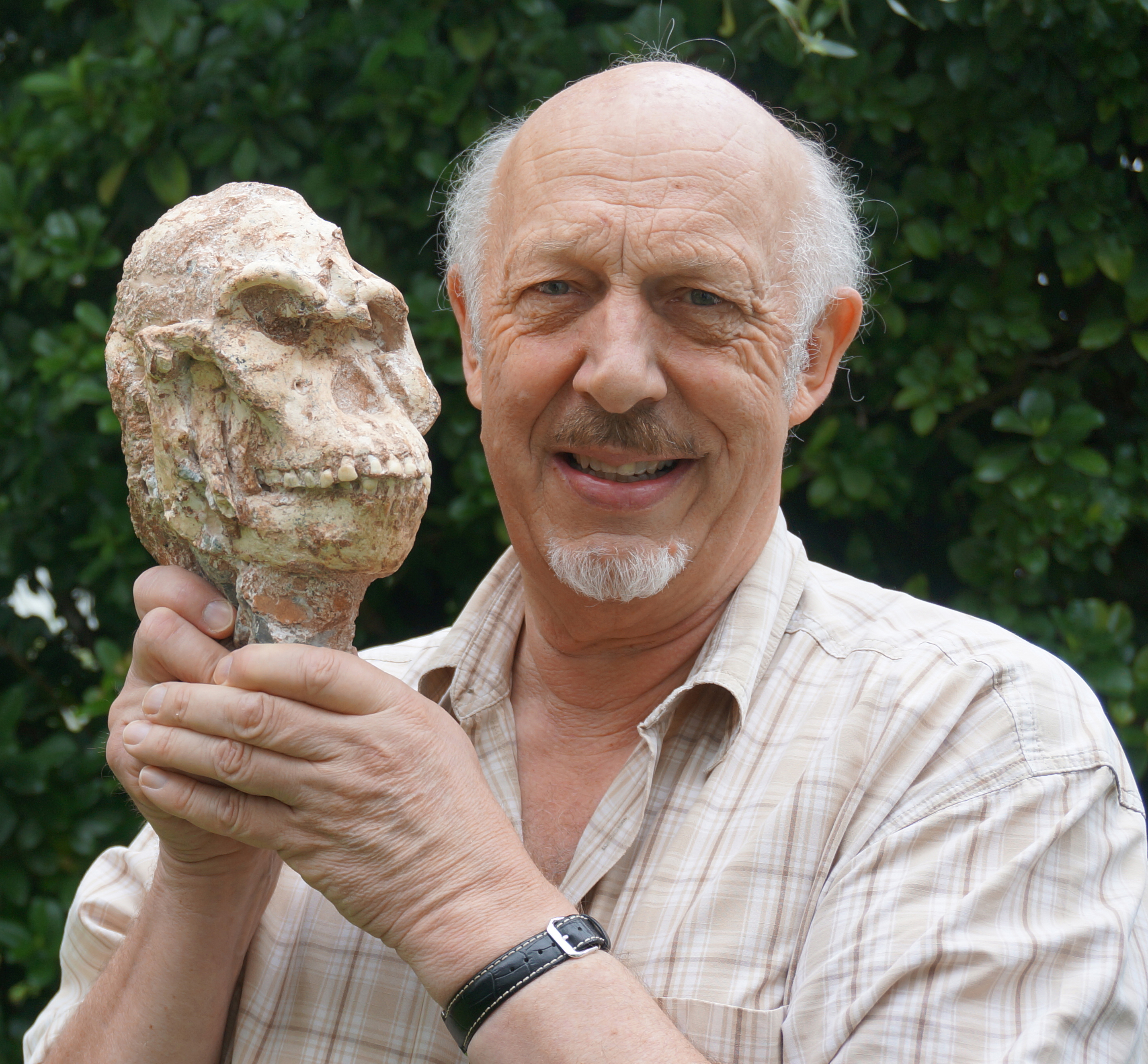
Ronald Clarke und „Little Foot“, 2015

Ronald John „Ron“ Clarke (* 1944) ist ein in Südafrika lebender britischer Paläoanthropologe, der in den 1990er-Jahren in Fachkreisen international bekannt wurde als Entdecker von „Little Foot“, einem außergewöhnlich vollständigen Fossil der Gattung Australopithecus, das im Jahr 2015 der Arten Australopithecus prometheus zugeordnet wurde. Die vollständige Präparation des Fossils dauerte von 1997 bis 2017, da bei den Freilegungsarbeiten der in betonartig hartes Gestein eingebetteten, relativ weichen Knochen fast ausschließlich mit einem elektrisch betriebenen Gravierstift (Air Scribe) gearbeitet werden konnte.

## Forschung
Ron Clarke war zunächst in der Arbeitsgruppe von Louis Leakey in Kenia als technischer Mitarbeiter und paläoanthropologischer Assistent beschäftigt, bevor er in den 1970er-Jahren nach Südafrika ans Transvaal-Museum in Pretoria sowie ans National Museum in Bloemfontein wechselte und schließlich an der University of the Witwatersrand unter Phillip Tobias als Restaurator in der School of Anatomical Sciences beschäftigt wurde. Ab 1991 leitete er als stellvertretender Direktor die Feldstudien in den Höhlen von Sterkfontein, im Jahr 2003 wurde er zum Professor an der School of Anatomical Sciences der University of the Witwatersrand berufen.
Zu einem zeitweisen Bruch in seiner Laufbahn als Forscher kam es 1998, als Lee Berger, seit kurzem Leiter der Abteilung für Paläoanthropologie, ihm mitteilte, dass er entlassen werde, weil Clarkes Vorgehensweise bei der Freilegung von Little Foot „altmodisch und zu teuer“ sei. Er konnte seine Forschung zunächst nur fortsetzen und so auch seinen vorrangigen Zugang zu „Little Foot“ behalten, weil er von Reiner Protsch für dessen Arbeitsgruppe an der Johann-Wolfgang-Goethe-Universität Frankfurt am Main angeworben wurde. Drei Jahre nach seiner Entlassung richtete die Witwatersrand-Universität jedoch je eine gesonderte Abteilung für Clarke und für Berger ein, so dass Clarke – nun nicht mehr als Restaurator, sondern als Professor – wieder an die Universität zurückkehren konnte. Bis Ende 2018 verhinderte Clarke, dass Lee Berger Zugriff für eigene Untersuchungen an und Publikationen über Little Foot erhielt.
Bereits 1969 hatte Ron Clarke in Swartkrans das Fossil SK 847 entdeckt, ein 1,8 bis 1,5 Millionen Jahre altes Schädelfragment, das zunächst als „robuster Australopithecus“, heute aber zumeist als Homo ergaster, gelegentlich aber auch als Homo habilis eingeordnet wird.
Clarke war ferner unter anderem an der Diskussion um die Abgrenzung des Homo rudolfensis von Homo habilis beteiligt, die nach dem Fund des Fossils OH 65. in der Olduvai-Schlucht entstanden war.

## Belege
1. ↑  Reiner Protsch, Ronald J. Clarke: The oldest complete skeleton of an Australopithecus in Africa (StW 573). In: Anthropologischer Anzeiger. Band 61, 2003, S. 7–17.
2. ↑  Ancient ancestor reveals skeletal stamina. (PDF; 42 kB) (Memento vom 10. Februar 2012 im Internet Archive). Zunächst erschienen auf Science News vom 19. Dezember 1998.
3. ↑  Timothy C. Partridge, John Shaw, David Heslop, Ronald J. Clarke: The new hominid skeleton from Sterkfontein, South Africa: age and preliminary assessment. In: Journal of Quaternary Science. Band 14, Nr. 4, 1999, S. 293–298, doi:10.1002/(SICI)1099-1417(199907)14:4<293::AID-JQS471>3.0.CO;2-X.
4. ↑  University of the Witwatersrand: ehemalige Webseite von Ronald Clarke (Stand: Juni 2014).
5. ↑  Suzanne Daley: Solving a 3.5-Million-Year-Old, 3-D Jigsaw Puzzle. Auf: nytimes.com vom 17. März 1999.
6. ↑  After more than 20 years in the hands of one researcher, the nearly complete "Little Foot" hominin skeleton from South Africa will finally be open to other scientists at the end of November. Michael Balter, 1. November 2018.
7. ↑  Ron J. Clarke, F. Clark Howell: Affinities of the Swartkrans 847 hominid cranium. In: American Journal of Physical Anthropology. Band 37, Nr. 3, 2005, S. 319–335, doi:10.1002/ajpa.1330370302.
8. ↑  humanorigins.si.edu Kurzbeschreibung des Fossils SK 847 auf der Website der Smithsonian Institution.
9. ↑  talkorigins.org: Kurzbeschreibung des Fossils OH 65
10. ↑  Robert J. Blumenschine, Charles R. Peters, Fidelis T. Masao, Ronald J. Clarke et al.: Late Pliocene Homo and Hominid Land Use from Western Olduvai Gorge, Tanzania. In: Science. Band 299, Nr. 5610, S. 1217–1221, doi:10.1126/science.1075374.

| Personendaten    | Personendaten                                         |
| ---------------- | ----------------------------------------------------- |
| NAME             | Clarke, Ronald J.                                     |
| ALTERNATIVNAMEN  | Clarke, Ronald John (vollständiger Name); Clarke, Ron |
| KURZBESCHREIBUNG | britischer Paläoanthropologe                          |
| GEBURTSDATUM     | 1944                                                  |